# Hwaseong
Hwaseong (del coreano: 화성), oficialmente Ciudad de Hwaseong (en coreano: 화성시, Hwaseong-si), es una ciudad ubicada en la provincia de Gyeonggi al norte de la república de Corea del Sur. Está ubicada al sur de Seúl a unos 25 km. Su área es de 688 km² y su población total es de 524 000. Tiene la mayor superficie de tierras de cultivo en todo la provincia.

## Administración
La ciudad de Hwaseong se divide en nueve distritos.

## Clima
El clima de Hwaseong es frío. Las temperaturas en invierno son bajas a lo largo de la costa ya que se encuentra en llanos bajos y cerca del Mar Amarillo (Mar Occidental), donde el agua es poco profunda. Además, el aire siberiano desemboca directamente en la llanura occidental de la de península coreana, lo que la hace más fría aún.
vea el pronóstico (enlace roto disponible en Internet Archive; véase el historial, la primera versión y la última).

## Economía
Ya que tienes grandes áreas de cultivos, gran parte de la economía viene del campo por ejemplo frutas y verduras. Además, la carne y los productos lácteos también incluye la lista de productos. 

## Símbolos
- Flor: Forsythia
- Árbol: Ginkgo
- Animal: La paloma

## Ciudades hermanas
- Weihai, China
- condado Wujiang, China
- Phuto, Vietnam